# 座間九人殺害事件
座間九人殺害事件（日语：座間9人殺害事件）是被揭發於2017年（平成29年）10月31日的連環殺人事件。
案發地點位於日本神奈川縣座間市綠之丘的一間租賃公寓，由當時27歳的兇嫌白石隆浩承租。彼於8月22日至10月30日間在上述公寓內將案中死者殺害並分屍，現場共計發現9名年輕男女的遺體（年輕女子8人，男性1人）
。

## 犯案概要

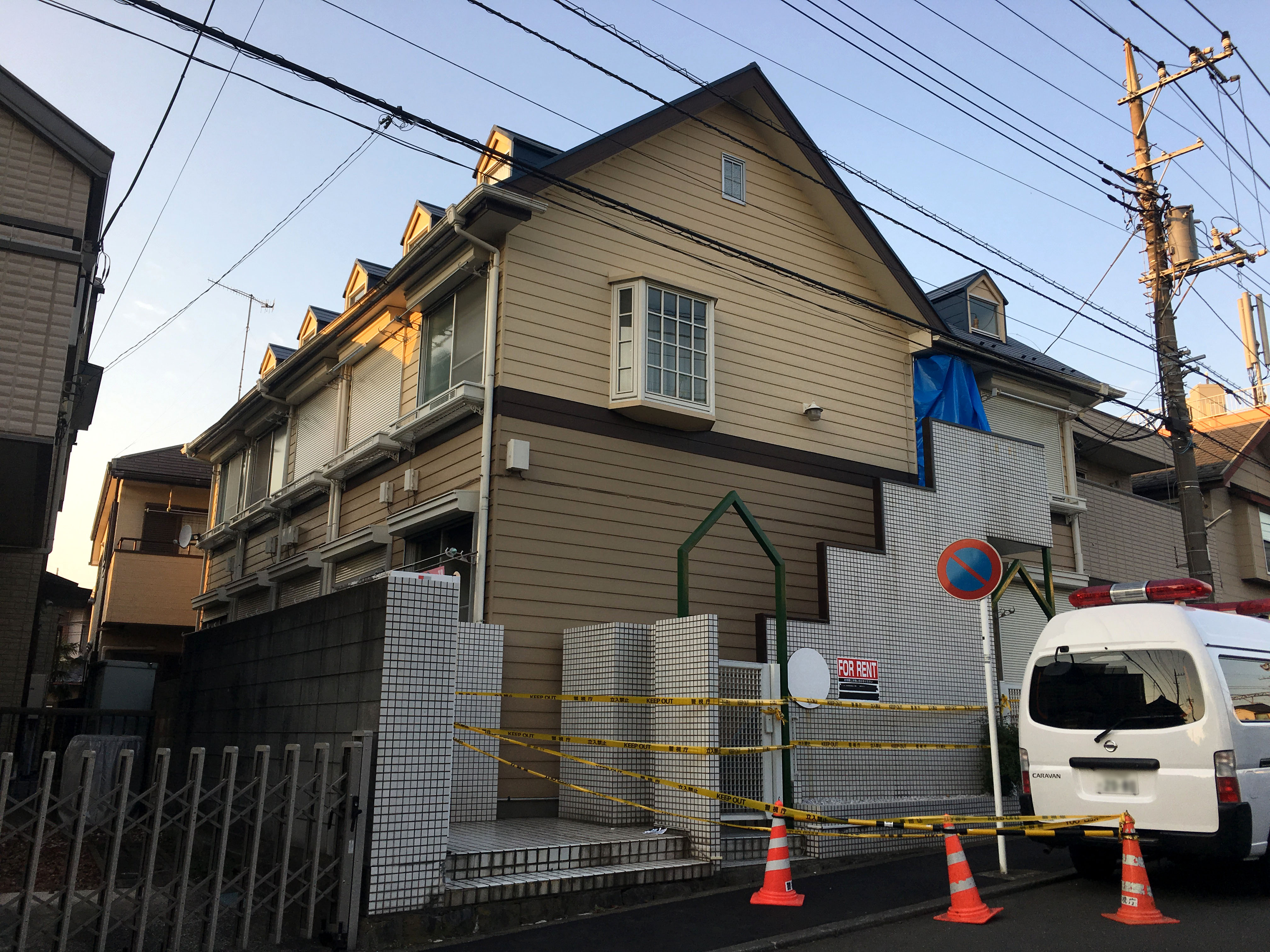
發現多人屍體的公寓外觀

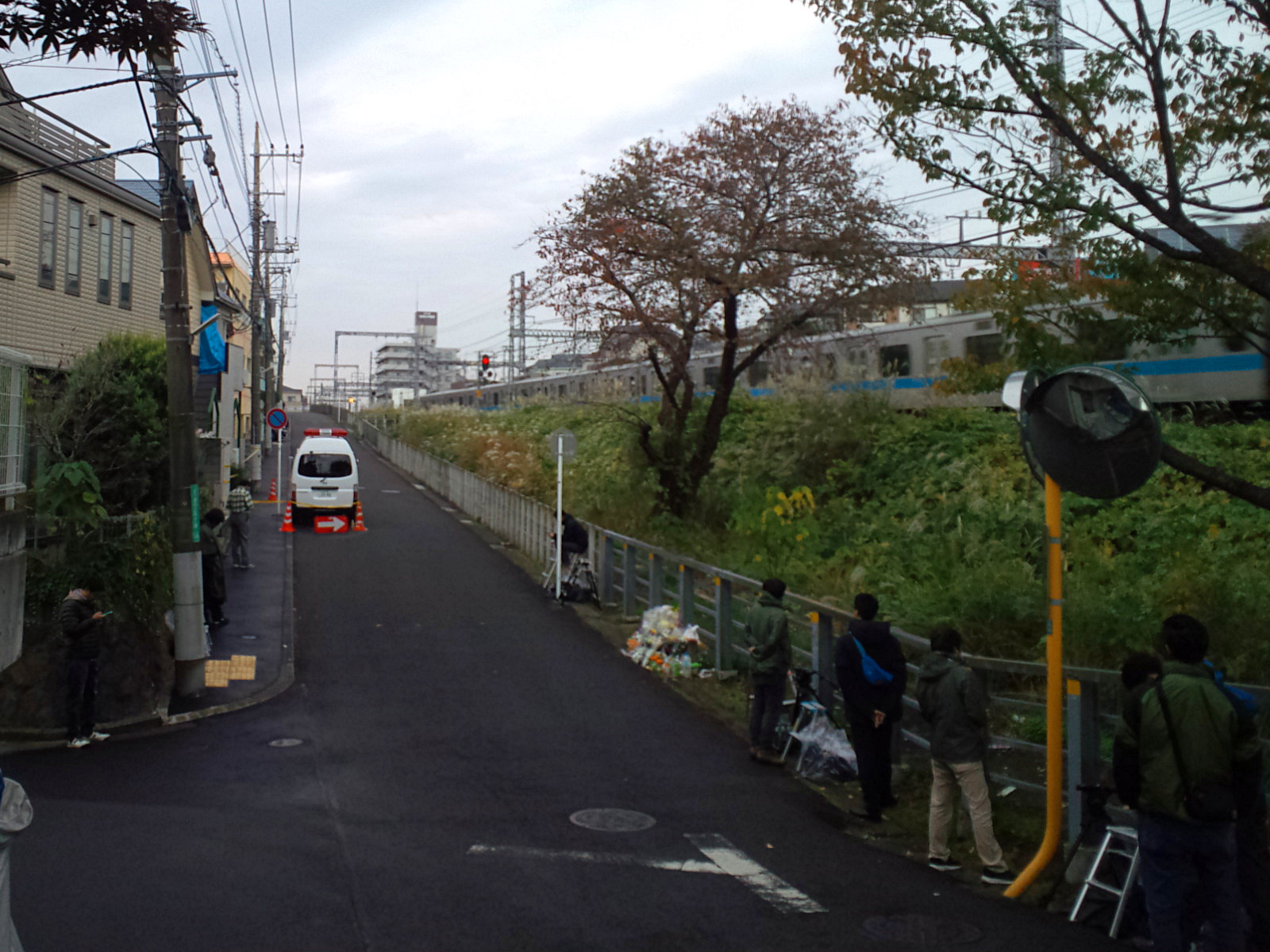
現場獻花和等待消息的眾媒體

以下內容依照男子遭警方逮捕後供出的內容，依時間順序排列。

### 入住凶案現場的公寓之前
兇嫌兒時居住在座間市的獨門獨院住宅內，性格安靜不顯眼。家中有父母和妹妹共計四人，案發前數年兇嫌和母親以及妹妹分居，父親則是經營自營業。兇嫌於案發前一段時間在東京都新宿区歌舞伎町的人力派遣公司仲介工作，负责派遣女性性工作者們前往各家「風俗店（即情色交易場所）」。2017年2月因為違反「職業安定法」遭到茨城縣警局逮捕，被判緩刑。
遭判刑後，兇嫌幾乎沒有在工作，本人供訴說「過了一段愉快的生活」。2017年3月起，兇嫌開始於推特找尋想要自殺的女性並與他們交流。兇嫌說這段時間他在網路上研究關於自殺的情報，擴充自殺相關的知識後，對他自殺的話題感到興趣的人也變多了。

### 入住凶案現場開始殺人的經過
男子於同年8月18日，在簽下後來案發現場公寓的租約，並於22日入住。該公寓為一棟兩層樓建築，位於座間市綠之丘，兇嫌租下二樓的一間套房。
8月18日簽約時，第1名被害女子與男子同行前往公寓看屋，隔日（19日）也一同前往不動產仲介公司簽約。因為租賃該公寓需要戶頭內有一定金額，因此第1名被害者匯了51萬日幣給兇嫌。公寓管理員提到入住手續是由兇嫌的父親完成，那時候兇嫌看起來相當慌張。
兇嫌約出被害者的藉口是「一起尋死」，其實他並沒有一起自殺的念頭。
兇嫌入住公寓之前就購買了鋸子準備拿來分屍，並經由智慧手機搜尋分屍的方法。
8月22日起入住該公寓後，將在推特上聯繫的女子引入自宅中，讓他們喝了安眠藥和酒後殺害。殺害的方式是從閣樓上垂吊繩子勒住脖子。兇嫌說被害者們「沒有真的想尋死的人」。當兇嫌殺害第一人後另外又準備了綑綁箱子和女性用的束帶。
兇嫌為了滅證，在浴缸內分屍。頭部以外的部份在分屍後放入密封容器，棄置在附近的兩個垃圾放置場。兇嫌對於分屍感到壓力。

### 最後的被害者到被逮捕為止
最後一名住在八王子市的女死者於10月21日庇護工廠的同事來到她家拜訪她後就不知所蹤。同月23日被JR八王子站和兇嫌公寓附近的小田急小田原線的相武台前站的監視攝影機拍到兩人一起行動。
隔天（即24日）被害者的哥哥向高尾警察署報案，之後該警局開始調查本案。此時後述兇嫌遭逮捕時作為誘餌的女性，經由推特將兇嫌的情報交給被害者哥哥。
10月30日，提供情報的女子將兇嫌約出，進入男子公寓的搜查員發現室內有許多包含部分屍塊的保冷箱。隔天31日男子以棄屍的嫌疑遭到逮捕。
經清點，室內共有3個保冷箱和四個大型收納箱等8個箱子，除了一個是空的其他七個都裝了被肢解的屍塊，一部份已經腐敗。為了滅證，箱內放滿了貓砂。發現的部位除了9人的頭顱外還有約240塊骨頭。另外也在室內發現數名被害者的提款卡、女鞋和皮包。
兇嫌用於分屍的工具被認為怕被人發現因此沒有丟棄。兇嫌表示被害者的頭顱則怕被鄰居發覺，打算之後埋到山上去。
另外現場的空箱警察依照犯人的供述，認為是為了第十名被害者準備的。

### 遭逮捕後
司法解剖判定在箱中找到遺體的兩名被害者死亡1至2週，其他7人則死亡一至數個月，9名被害者中2人有被絞殺的痕跡。2017年11月6日警方找到最後一名死者的身分，並於同日公告。其他8名死者則在11月9日之前，經由身分證件的資料和家人進行DNA比對找出身分。受害者都是15到26歲的男女。
11月10日東京地裁立川支部許可延長拘留兇嫌到20日，警方以殺人為偵辦方向前進。

## 殺害的順序
兇嫌被逮捕後，經偵訊得知被害者的年齡層是「10歲後半4人，20歲前半左右4人，20歲後半1人」，被殺害時期是「8月1人，9月4人，10月4人」，放置在房內的冰箱所偵測到的血跡反應是因為「將第1、2名被害者分屍時，花了太多時間所以放入冰箱，但第3名的被害者後都沒有放進去」。兇嫌並不記得殺害第3到第8人間的順序。
第1名死者是前述來自神奈川縣的20餘歲女子，第2名死者為男性，是第1名死者的男友。兇嫌於8月底將第1名女性被害者殺害後，其男友向兇嫌詢問她的下落時，兇嫌擔心被警方發現，因此將他引入房內殺害。第1名被害者最後的手機郵件於兇嫌入住公寓的8月22日發出，該手機在8月25日被發現於神奈川縣藤澤市的江之島附近。

## 刑事判決
初審
案件由東京地方裁判所立川支部（矢野直邦法官）審理，但因為受害者人數和證據過於龐大，從起訴到開庭審理經過了數年。
首次開庭
2020年9月30日東京地方裁判所立川支部開庭審理，白石被告人承認殺人罪行，但辯護律師以加工自殺方向辯護，且主張被告人疑似有精神方面問題，並有可能精神耗弱。
第2次開庭(2020年10月5日)~第20次開庭(2020年11月20日)檢方以「白石被告人並沒取得各個被害者幫忙加工自殺的承諾。」而辯方律師則以「已取得被害者同意。」為論述展開庭上攻防，在第二十回開庭，關於被害者部分審理終結。
關於被告人責任能力審理
第21次開庭(2020年11月24日)擔任被告人精神鑑定的醫生出庭作證，「被告人不承認有精神疾病，有行為能力。」另外，白石被告人在面對檢方質詢時曾答「我(連續殺人)是在追求自身的快樂，殺第2個人時，還覺得有罪惡感，但之後罪惡感就變淡了。」且白石被告人雖然對一部份的被害者道歉，但對其他受害者並無悔意，也對報案的被害者哥哥表示恨意。
第22回開庭(11月25日)被告人在最後陳述時表示「我應該會被判死刑，不論最後判決是什麼，都不會上訴。」並向一部份的被害者家屬謝罪。而被害者家屬則求處被告人死刑。
求處死刑・終審
第23回開庭(11月26日)檢察官最後陳述時主張「被告人具有完全行為能力，且並無取得被害者幫忙自殺的同意。」並求處死刑。而辯護律師在最後陳述則以「起訴前的精神鑑定不確實，需再送精神鑑定。且檢察官主張的『無取得被害者幫忙自殺的同意』和被告人的供述不可信。應以加工自殺罪及強制性交致死罪判刑，不應判決死刑。」
死刑判決
2020年12月15日判決結果公開，東京地方裁判所立川支部(矢野直邦法官)以「被告人未得到被害者幫忙自殺的承諾，且白石被告人具有完全刑事行為能力。」為由，依例判處白石被告人死刑。
2021年1月5日，死刑定讞。2025年6月27日，在東京拘置所执行绞刑死刑。

## 本案和推特的關係
本案嫌犯引誘出被害者，以及最終被逮捕，都和社群網站Twitter有關，以下進行相關說明。
2017年3月開始，嫌犯開始利用推特和有意自殺的女性交流。8月8日開始上述第1位被害者交流，同月13日實際見面。嫌犯表示該名被害者是他「第一次約出來的女性」。
嫌犯有多個推特帳號，表示和9名被害者多半的關係是「推特上認識的網友」，其中以一個名為「吊頸士（首吊り士）」為名的帳號對於想自殺的人提出建議性質的發言，另外對於寫下「我想死」的帳號用以私訊個別聯繫，積極地和想自殺的人接觸。並建議有意自殺者在自殺之前不要和家人、朋友以社群網路聯繫。嫌犯又以「協助自殺」的理由，和想自殺的人接觸，可能為了將被害者殺害後意圖偽裝成新的想自殺的人，使用多組帳號去誘騙出更多被害者。
10月24日，最後一位被害者的哥哥向高尾警察署報案尋找失蹤的妹妹，同日在推特上說明情況。這時之後在逮捕兇嫌時當做誘餌的女性向被害者的哥哥提供了兇嫌的情報。
兇嫌遭到逮捕後，推特公司的日本法人在2017年11月7日增加新的使用條款「發現暗示自殺、自殘的發言時禁止助長或是煽動」，違反者會被刪除發言或是封鎖帳號。

## 影響

### 海外媒體
韓國KBS電視台和京鄉新聞以「變態殺人」、「公寓發生了什麼」報導本案。美國紐約時報以「連續殺人犯」報導、美聯社另外舉例「相模原殘障庇護中心殺害事件」，表示「一向以來治安良好的日本發生了引起關注的案件」。英國BBC則提到「日本男子砍了7人的頭」。

### 日本政府
2017年11月7日厚生勞動大臣加藤勝信在閣員會議後的見面會提到「本案以網路為契機」，考慮活用ICT（資訊通信技術）來強化預防自殺。
同月10日上午舉行「強化抑制經由社群網路犯罪再現的閣員幕僚會議」，總結年底前考慮管制推特等方針。官房長官菅義偉提出三項指示「真相大白時將本案內容公布給全部相關的單位」「強化『和自殺有關不適當的網站和發言』的應對」「充實在網路上想尋死的年輕人們的內心」，菅義偉也在會中強調「政府合力強化對應防止再發生類似慘案」。